# 伊藤彩香
伊藤 彩香（いとう あやか、1993年1月4日 - ）は、日本の元女子レスリング選手。現役時代は東新住建レスリング部所属していた。

## 略歴
三重県四日市市出身。いとこがレスリングをしていたのをきっかけに、7歳から地元の四日市ジュニア教室に通う。その後、「どうせやるなら、一番強いところがいい」という理由で、レスリングの強豪校であった愛知県の至学館高等学校に進学し、至学館大学を卒業。大学卒業後は2015年4月にレスリング部を創部したばかりの東新住建に入社した。その後、2020年3月末に現役を引退し、社員として働きながらレスリング部選手のサポートにあたっている。
チームメイトには、同じ至学館大学を卒業した2016年入社の登坂絵莉や2017年に入社した土性沙羅がいる。

## 主な戦歴
- 2009年　アジア・カデット選手権大会 優勝
- 2011年　アジア・ジュニア選手権大会 優勝
- 2012年　全日本選手権大会59㎏級 優勝
- 2013年　全日本選抜選手権大会59㎏級 優勝
- 2015年
  - 全日本社会人選手権大会60㎏級 優勝
  - ビル・ファーレル国際大会63㎏級 優勝
  - 全日本レスリング選手権大会 優勝
- 2016年
  - 全日本社会人選手権63kg級 優勝
  - ビル・ファーレル国際大会63kg級 優勝
  - 全日本レスリング選手権大会63kg級 優勝